# Le Crime du comte Neville
Le Crime du comte Neville est le vingt-quatrième roman d'Amélie Nothomb, publié en 2015 aux éditions Albin Michel.

## Résumé
Une voyante livre une étrange prédiction au comte Neville : il assassinera l'un de ses invités lors de sa prochaine garden party, la dernière fête avant la vente de son château.

## Autour du roman
Amélie Nothomb rend un hommage à Oscar Wilde en s’inspirant librement de sa nouvelle Le Crime de Lord Arthur Savile.
Amélie Nothomb a puisé son inspiration dans son enfance : « Je décris un milieu que je connais très bien puisque c'est le mien », explique Nothomb sur le plateau de Soir 3. Ses parents étant diplomates, ils avaient l'habitude de recevoir du monde dans leur demeure : « Cela m'a beaucoup énervée, au point de faire naître en moi le fantasme du meurtre d'invités. Voilà pourquoi, dans ma grande bonté, je n'invite personne : j'aurais trop peur d'avoir envie de tuer ».